# Saison 1 de Diriliş: Ertuğrul
Chronologie
Saison 2
Cet article présente le guide de la première saison de la série télévisée turque Diriliş: Ertuğrul.

## Distribution

### Acteurs principaux
- Engin Altan Düzyatan : Ertuğrul Bey
- Serdar Gökhan : Suleyman Shah
- Hülya Korel Darcan : Hayme Hatun
- Kaan Taşaner : Gündoğdu Bey
- Esra Bilgiç : Halime Hatun
- Cengiz Coşkun : Turgut Alp
- Nurettin Sönmez : Bamsı Beyrek
- Cavit Çetin Güner : Doğan Alp
- Serdar Deniz : Titus
- Hakan Vanlı : Kurdoğlu Bey

### Acteurs récurrents
- Didem Balçın : Selçan Hatun
- Hande Subaşı : Aykız Hatun
- Burcu Kıratlı : Gökçe Hatun
- Levent Öktem : Petruccio Manzini / Üstad-ı Azam
- Mehmet Çevik : Deli Demir
- Turgut Tunçalp : Afşin Bey
- Osman Soykut : Ibn Arabi
- Kara Tolga : Hamza Alp
- Arda Anarat : Dündar Bey
- Burak Temiz : Şehzade Yiğit
- Gökhan Karacık : Derviş Ishak
- Celal Al Nebioğlu : Abdurrahman Alp
- Atilla Engin : Cardinal Thomas
- Zaynep Aydemir : Eftelya / Esma
- Mehmet Emin Inci : Emir Al-Malik Al-Aziz Mohammed
- Fahri Öztezcan : Ilyas Fakih
- Sedat Erdiş : Alpargu Bey
- Dilek Serbest : İzadora
- Gökhan Atalay : Atabey Şahabeddin
- Burak Çimen : Nâsır
- Hamit Demir : Akçakoca Bey
- Sedat Savtak : Shahzade Numan
- Reshad Strik : Claudius / Ömer
- Büşra Çubukçuoğlu : Leyla Sultan
- Özlem Aydın : Elenora
- İskender Altın : Giovanni / Ömer

### Invités
- Zafer Altun : Baybora
- Hüseyin Özay : Korkut Bey
- Kıvanç Kılıç : Aykutlu
- Birand Tunca : Bisol

## Résumé de la saison
Süleyman Şah, Bey de la tribu Kayı envoie son fils, Ertuğrul, demander des terres à l'émir d'Alep. Cela est rendu presque impossible lorsque les Kayı sont confrontés à une série de problèmes avec les Templiers après avoir sauvé Şehzade Numan, Halime Hatun et Şehzade Yiğit à cause du traître dans le palais de l'émir, Nasir, qui travaille pour les Templiers mais est ensuite tué par Ertuğrul et la vérité est montrée à l'émir. Un problème se pose également avec Kurdoğlu, le frère de Süleyman Şah, qui cherche le Beylik de son frère avec l'aide de Selçan Hatun, la belle-sœur d'Ertuğrul, qui veut se venger de Süleyman Şah en tuant son père perfide, Alptekin Bey. Ertuğrul, qui aime Halime, l'épouse après beaucoup de difficultés. Le mari de Selcan, Gündoğdu Bey devient jaloux de son frère Ertuğrul car il est respecté en tant que héros de la tribu mais se calme progressivement. Vers la fin de la saison, Kurdoğlu est décapité, Ertuğrul bat avec succès les Templiers et capture leur château, et Selcan se repent. Ceci est suivi par la mort de Süleyman Şah et la migration de la tribu à Erzurum dans le cadre du testament de Süleyman Şah avant sa mort.

## Production
Les préparatifs de la saison 1 ont commencé en février 2014. En cinq mois, les histoires et les dessins étaient prêts. Gambat de Mongolie a fait réaliser des dessins en trois mois. Les équipes ont commencé leur travail en mai 2014. L'équipe décoration et art était composée d'une soixantaine de personnes et a travaillé pendant 4 mois pour le premier épisode. 4 000 m² de tissu ont été utilisés pour les costumes et la décoration. En ce qui concerne la chorégraphie du spectacle, Nomad, l'équipe de chorégraphie spéciale de films tels que The Expendables 2, 47 Ronin et Conan le Barbare , du Kazakhstan, a été invité en Turquie. L'équipage a préparé des chorégraphies spéciales pour les acteurs, les chevaux et d'autres scènes. Les acteurs ont suivi des cours d'équitation, de combat à l'épée et de tir à l'arc pendant 3 mois. Il y avait 25 chevaux sur le plateau, assisté par un vétérinaire, qui les a spécialement formés. Tous sont entretenus dans une ferme équestre à Riva (en). Une zone spéciale semblable à un zoo (mais à plus petite échelle) a été créée pour tous les animaux qui apparaissent dans la série, qui comprennent les gazelles, les moutons, les chèvres, les rossignols et les perdrix. Le temps de tournage du premier épisode était d'environ un mois.
La première saison a été filmée autour de Beykoz et Riva à Istanbul. Diriliş: Ertuğrul a mis en place deux plateaux pour Riva et Beykoz Kundura Factory pour la première saison. Le plateau de Riva a été érigé sur une superficie totale de 40 000 m² avec 35 tentes construites selon l'original. Dans l'usine Beykoz Kundura, Alep, le palais d'Alep, la salle des fournitures, les chambres d'hôtes, les couloirs, les donjons, la salle Karatoygar, le pavillon Seldjoukide, les salles du temple, les chambres, les gîtes et les intérieurs de tentes ont été construits sur une surface fermée de 6 000 m². Dans l'usine de Kundura, le bazar d'Alep, l'intérieur de la forteresse, l'intérieur de la tente de Suleyman Shah, le donjon, le couloir et l'autel du temple ont été construits sur une aire ouverte de 5 000 m².

## Épisodes
1. Pilot (Pilot)[2]
2. Chasse. Première partie (Av. İlk kısım)[3]
3. Chasse. Deuxième partie (Av. İkinci kısım)[4]
4. Traitre (Hain Olan)[5]
5. Ertuğrul (Ertuğrul)[6]
6. Süleyman Şah (Süleyman Şah)[7]
7. Justice poétique (İlahi Adalet)[7]
8. Heure du compte (Hesap Vakti)[8]
9. Grand rêve (Büyük Rüya)[9]
10. Temps de la résurrection (Diriliş Vakti)[10]
11. Qui est le traître ? (Hain Kim ?)[11]
12. Notre cœur est Alep (Gönlümüz Halep)[12]
13. Bedrin Lions (Bedrin Aslanları)[13]
14. Journée de l'unité (Gün Birlik Günü)[14]
15. Armée de la justice (Adalet Ordusu)[15]
16. Notre cas (Davamız)[16]
17. Er Square (Er Meydanı)[17]
18. Pour la résurrection (Diriliş İçin)[18]
19. Heure de la Principauté (Beylik Zamanı)[19]
20. Le grand jeu (Büyük Oyun)[20]
21. La persécution ne continue pas (Zulüm Devam Etmez)[21]
22. Jour de la victoire. Première partie (Zafer Günü. İlk kısım)[22]
23. Jour de la victoire. Deuxième partie (Zafer Günü. İkinci kısım)
24. Conquête propice (Kutlu Fetih)[23]
25. La résurrection de la nation. Première partie (Milletin Dirilişi. İlk kısım)[24]
26. La résurrection de la nation. Première partie (Milletin Dirilişi. İkinci kısım)[25]